# Mudry Cap 10
 (mars 2018).
Si vous disposez d'ouvrages ou d'articles de référence ou si vous connaissez des sites web de qualité traitant du thème abordé ici, merci de compléter l'article en donnant les références utiles à sa vérifiabilité et en les liant à la section « Notes et références ».
 (mars 2018).
Le CAP 10 est un avion de voltige aérienne construit par Apex Aviation puis Robin Aircraft. C'est un appareil deux places côte à côte dont l'histoire a débuté dans les années 1970 avec la longue lignée des avions Mudry tels que les CAP 20, CAP 20L et CAP 21, CAP 230, CAP 231, CAP 231EX, et CAP 232.
Cet appareil est largement répandu dans le monde, utilisé dans de nombreux aéroclubs et associations privées. Il a été  utilisé par l'armée de l'Air pour  la formation initiale de ses pilotes. La Marine nationale continue de  l'utiliser pour la sélection des siens,.  

## Histoire
Le CAP 10 est un dérivé des Piel Super Emeraude (en) des années 1960. Issu de la volonté de créer un appareil moderne de voltige en France à une période où la voltige mondiale est largement dominée par les américains et les pays du bloc de l'Est.
Proche esthétiquement du Super Emeraude CP1310 bien que techniquement lointain, le premier prototype baptisé CP100 est détruit dans un accident mortel. Jacques Gomy (1926-1967), le chef pilote du centre de Beynes, également entraîneur de l'équipe de France de vol à voile, avait invité Gérard Verette (1919-1967) à essayer l'appareil à la veille de son convoyage à Istres pour les vols de certification au Centre d'essais en vol (CEV). D'abord assez méprisant, Verette vient à Beynes pour un vol d'essai et semble s'amuser beaucoup avec le CP.100, offrant une époustouflante démonstration de voltige aérienne à la verticale du terrain. Robert Buisson, qui a fait tous les essais constructeur du prototype et connaît mieux que personne les limites de l'avion, s'inquiète en voyant les évolutions brutales et part chercher Auguste Mudry. Les deux hommes assistent, consternés, à la destruction en vol du prototype et à la mort des deux champions de voltige. L'enquête révélera que les deux pilotes ont largement dépassé le domaine de vol de l'avion.
Heureusement pour la jeune société CAARP (Coopérative des Ateliers Aéronautiques de la Région Parisienne), l'avion n'est pas en cause et un prototype suivant est baptisé CAP 10 pour 'Constructions Aéronautiques Parisiennes'. Un nom qui ne sera jamais porté par la compagnie, qui s'appellera désormais Avions Mudry et Compagnie à la suite de son déménagement sur l'aérodrome de Bernay en Normandie (Aérodrome de Bernay - Saint-Martin). En effet, le patron et ingénieur français Auguste Mudry (décédé en 2006) était son fabricant initial.
La production a commencé au début des années 1970. Dès sa mise en service, plusieurs exemplaires sont utilisés par l'Équipe de voltige de l'Armée de l'air (EVA puis EVAA) pour l'entraînement et la démonstration . Il y resteront en service jusqu'en 2005.
Le CAP 10B a été construit à 282 exemplaires depuis 1970.
Le CAP 10C a été produit jusqu'en 2010.
Le CAP 10C NG est produit par Robin Aircraft depuis 2021.

## Caractéristiques techniques

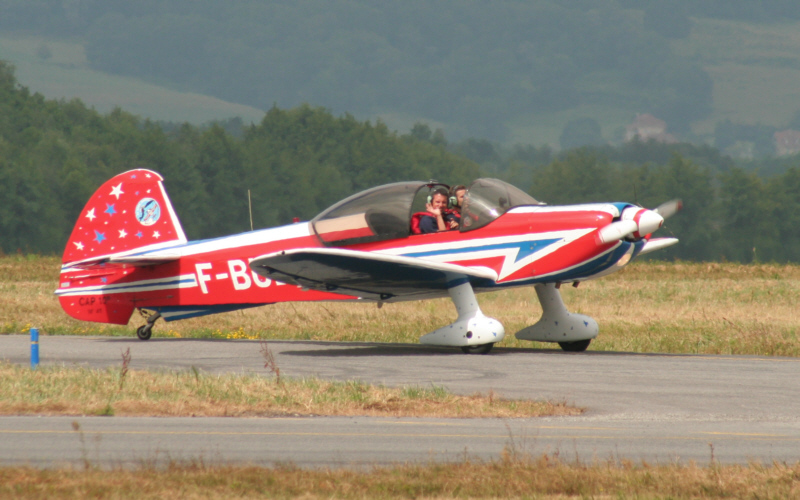
CAP 10B No 41

Le CAP 10B est un avion entièrement en bois, les ailes et surfaces à l'arrière sont entièrement recouvertes de contreplaqué.
Le moteur du Cap 10 est un Lycoming 4 cylindres à plat à injection de 360 pouces cubes (environ 5 900 cm3) version sportive d'un moteur de série que l'on trouve sur les avions de tourisme de type DR400 ou PA28. Il est équipé d'un système d'injection alimenté pour le vol dos. La lubrification par système Christen est également adaptée au vol dos. De fait, la seule limite en vol inversé est celle du pilote.
À partir de 2002, le CAP 10B a évolué en CAP 10C avec l'adoption d'un longeron doublé de lames en carbone en lieu et place du bois. Cette nouvelle aile lui permet un taux de roulis plus important (180 degrés par seconde contre 120 précédemment) et surtout, permet une plus grande marge de manœuvre et de sécurité en voltige. Cependant, cette évolution a modifié le comportement de base de l'avion.
L'aile 'C' est montée sur les avions neufs de série et a été vendue en pièce de réparation / amélioration pour les avions sortis d'usine avec une aile en bois. Une grande partie des CAP10 a été modifiée dans le courant de la décennie.
Extérieurement, l'aile 'C' se reconnaît grâce aux importantes 'pelles' d'équilibrage dynamique des ailerons, qui remplacent les simples contre-poids statiques de l'aile 'B'. Les ailerons sont agrandis, la commande des volets est électrique (manuelle type 'frein à main' sur l'aile 'B') et les manches sont recourbés vers l'arrière alors qu'ils sont droits sur le CAP 10B.
Sur les CAP 10C de série, quelques détails extérieurs sont visibles : disparition du gros bouchon de remplissage du réservoir devant les pilotes
Facteurs de charge autorisés : +6 g / - 4,5 g pour le CAP 10C et le CAP 10B à sa création, mais les CAP 10B sont limités à +5 g (+4,3 à deux pilotes) / -3,5 g depuis la fin des années 1990.
Une modification certifiée appelée "BK" permet aux CAP10B qui ont l'aile d'origine de retrouver les valeurs de facteurs de charge originels tout en conservant les qualités de vol reconnues du modèle original. Mais elle nécessite le démontage et la modification de l'aile en atelier agréé.

## Faits divers
- C'est sur un appareil Mudry Cap-10B, déclaré volé à l'aéroclub de Lognes, qu'un pilote non identifié passe sous l'Arc de triomphe et la Tour Eiffel le 11 août 1991[8].

### Aéronefs comparables
- Dynaéro CR100
- Extra Aircraft EXTRA 200
- Apex Cap 222/Giles G202
- Pitts special dans ses versions 180-200ch biplaces